# Sphaeriodiscus ammophilus
Sphaeriodiscus ammophilus är en sjöstjärneart som först beskrevs av Fisher 1906.  Sphaeriodiscus ammophilus ingår i släktet Sphaeriodiscus och familjen ledsjöstjärnor. Inga underarter finns listade i Catalogue of Life.